# Gare de Crouin
La gare de Crouin, officiellement arrêt facultatif de Crouin, est un arrêt fermé de la ligne de Saint-Jean-d'Angély à Cognac, également fermée. L'arrêt est situé à Cognac, en Charente entre la gare de Cognac et celle de Cognac Saint-Jacques. 
C'était une gare ouverte uniquement aux voyageurs. Elle est fermée depuis la fermeture de la ligne, le 31 décembre 1950.

## Situation ferroviaire
L'arrêt facultatif de Crouin est le premier arrêt après la gare de Cognac, origine de la ligne. Il est situé juste après le pont sur la Charente, au niveau du quartier de Crouin. Cependant, l'emplacement exact reste encore incertain. 
La gare est située entre la gare de Cognac - Saint-Jacques et la gare de Cognac. 

## Histoire

### Ouverture
Depuis 1896, Cognac comptait 2 gares : celle de Cognac-Etat, l'historique, sur la ligne Beillant-Angoulême et qui permettait de se rendre sur Saintes, Angoulême mais également à partir de 1910 Barbezieux ; et celle de Cognac Saint-Jacques située sur la ligne de Saint-Jean-d'Angély à Cognac. Cependant, le quartier de Crouin étant assez mal desservi, des demandes furent déposés pour demander la création d'un arrêt. La date de création de l'arrêt est assez incertain, on peut la dater entre 1912 et 1943 car elle ne figurait pas encore sur les horaires de 1912 et y figurait en 1943. Il est probable que la date d'ouverture se situe dans les années 1930 au moment où la ligne, à la recherche d'un second souffle a ouvert de nombreux arrêts facultatifs pour tenter de capter plus de voyageurs. 

### Accident
Le 16 juillet 1916, à 16h20, un accident se produit à hauteur de l'arrêt (qui n'était peut-être pas encore créé) : un train à destination de Cognac déraille dû, selon les conclusions de l'époque, à une dilatation des rails causé par les fortes chaleurs. L'accident ne fait heureusement aucune victime. 

### Fermeture
L'arrêt ferme définitivement le 31 décembre 1950, jour de la fermeture de la ligne. 

## Service des voyageurs

### Accueil
L'arrêt ne disposait pas de vente de billet ni de personnel. Il s'agissait d'un arrêt facultatif : les trains ne s'y arrêtaient que s'il y avait du monde à prendre ou à laisser. 

### Desserte
Les trains desservant cet arrêt effectuaient des missions entre Cognac et Saint-Jean-d'Angély.

## Patrimoine ferroviaire
Depuis, la ligne a laissé place à la N 141. Il ne reste plus aucune trace de la halte. 
Deux lignes de bus passent cependant à proximité de l'ancienne halte : la ligne A du réseau de transport de Cognac avec l'arrêt "Rue Haute de Crouin" qui propose 10 A/R du lundi au vendredi (9 A/R les samedis) et qui permet de rejoindre la gare de Cognac et la ligne B avec l'arrêt "Campus" qui propose 9 A/R du lundi au vendredi (8 A/R les samedis) et qui permet de rejoindre la gare de Cognac tout en desservant l'ancien site de la gare de Cognac Saint-Jacques.